# یوگنی ولادیمیروویچ بلوسوف
یوگنی ولادیمیروویچ بلوسوف (به روسی: Евгений Владимирович Белоусов؛ زادهٔ ۲۶ مهٔ ۱۹۶۲ – درگذشتهٔ ۱۲ دسامبر ۲۰۲۳) لژسوار اهل اتحاد جماهیر شوروی بود.
بلوسوف از سال ۱۹۸۷ تا ۱۹۸۸، عنوان قهرمانی کلی جام جهانی لژسواری را در مسابقات دونفرهٔ مردان کسب کرده‌بود.
وی در ۱۲ دسامبر ۲۰۲۳، در سن ۶۱ سالگی درگذشت.